# فرانسوی باستان
فرانسوی باستان (franceis, françois, romanz؛ در فرانسوی کنونی: ancien français)نام زبانی بوده که میان سده‌های هشتم تا چهاردهم میلادی در شمال فرانسه مورد استفاده بوده‌است. از میانهٔ سدهٔ چهاردهم این زبان جای خود را به فرانسوی میانه داد.